# Procureur général d'Israël
Le procureur général d'Israël (en hébreu : היועץ המשפטי לממשלה, Ha-Yo'etz Ha-Mishpati La-Memshala, littéralement « conseiller juridique du gouvernement ») est à la tête de la partie juridique du pouvoir exécutif et du ministère public de l'État d'Israël. Le procureur général conseille le gouvernement en matière juridique, représente les autorités de l'État devant les tribunaux, conseille l'État dans la préparation des notes juridiques pour le gouvernement en général et pour le ministre de la Justice en particulier. Il donne un avis sur les projets de loi d'initiative parlementaire à la Knesset.
Le procureur général est chargé de protéger l'État de droit et, à ce titre, de protéger l'intérêt public contre d'éventuelles atteintes des autorités gouvernementales. Le poste, dont l'indépendance est garantie, est l'un des plus importants et des plus influents de la démocratie israélienne, au cœur du système juridique israélien. Inscrites dans la tradition de common law, les fonctions du procureur général ne sont pas codifiées par la loi et sont issues de précédents et de traditions. En février 2022, l'avocate Gali Baharav-Miara reçoit le soutien unanime du gouvernement et devient la première femme procureure générale.

## Fonctions
Le procureur général a quatre fonctions principales :
1. chef du ministère public ;
2. représentant de l'État dans toutes les procédures judiciaires ;
3. conseiller juridique en chef du gouvernement ;
4. représentant de l'intérêt public dans toute affaire juridique.

## Statut
En l'absence de constitution écrite, le poste et les fonctions de procureur général résultent de divers textes successifs. Sa création est due au premier ministre de la justice Pinchas Rozen.
En 1962, une commission présidée par la président de la Cour suprême, Shimon Agranat, considère que l'avis juridique du procureur général à un effet obligatoire à l'égard du Gouvernement, ce que le Gouvernement reconnait en 1968.
En 1997, la commission Shamgar (en), présidée par l'ancien président de la Cour suprême israélienne Meir Shamgar, est créée pour examiner une codification des fonctions du procureur général. Elle recommande que le titre officiel soit changé de « conseiller juridique du gouvernement » à « conseiller juridique en chef ». La commission recommande que le conseiller soit nommé par le gouvernement selon les recommandations d'une commission publique comprenant cinq membres : un juge à la retraite de la Cour suprême, un ancien ministre de la Justice ou procureur général, un membre de la Knesset choisi par la commission des affaires constitutionnelles de la Knesset, un avocat choisi par le conseil national de l'Association du barreau d'Israël et un expert juridique dans les domaines du droit civil et pénal choisi par les présidents des facultés de droit des universités en Israël. Cette recommandation concernant le comité de sélection est adoptée en août 2000, mais la recommandation concernant le titre du poste n'est pas adoptée.
Le candidat au poste de conseiller juridique est choisi, selon l'usage, par le ministre de la Justice dans la liste des candidats recommandés par la commission publique. Le choix est soumis à l'approbation du gouvernement.

### Révocation
La révocation du procureur général doit être demandée, par écrit, au comité de sélection, pour quatre raisons : mauvaise conduite, incapacité physique, enquête criminelle ou mise en accusation, graves désaccords avec le gouvernement qui empêchent la coopération. L'avis du comité n'est pas conforme. Si le gouvernement ne le suit pas, il s'expose à des recours devant la Cour suprême, compétente pour examiner la légalité de la décision.

### Adjoints
- Procureur général adjoint pour consultation
- procureur général adjoint chargé de la législation
- Procureur général adjoint pour le droit hébreu (c'est-à-dire juif)
- procureur général adjoint chargé des missions spéciales
- procureur général adjoint aux affaires civiles
- procureur général adjoint aux affaires criminelles
- procureur général adjoint chargé des questions fiscales et économiques

## Liste des procureurs généraux
| Nom                           | Mandat      |
| ----------------------------- | ----------- |
| Ya'akov Shimshon Shapira (en) | 1948–1950   |
| Haïm Cohen                    | 1950–1960   |
| Gideon Hausner                | 1960–1963   |
| Moïse Ben-Ze'ev (en)          | 1963–1968   |
| Meir Shamgar                  | 1968–1975   |
| Aharon Barak                  | 1975–1978   |
| Yitzhak Zamir (en)            | 1978–1986   |
| Yossef Harish (en)            | 1986–1993   |
| Michael Ben-Yair (en)         | 1993–1997   |
| Ronni Bar-On                  | 1997        |
| Elyakim Rubinstein            | 1997–2004   |
| Menachem Mazuz                | 2004–2010   |
| Yehouda Weinstein (en)        | 2010–2016   |
| Avichaï Mandelblit            | 2016–2022   |
| Gali Baharav-Miara            | depuis 2022 |

## Histoire
En 1954, dans l'affaire Kastner, porte-parole du ministère du Commerce mis en cause pour son rôle pendant la Seconde Guerre mondiale en Hongrie, le procureur général d'Israël Haïm Cohen porte plainte en diffamation contre Malchiel Gruenwald au nom du gouvernement. Il considère que les accusations de Gruenwald doivent soit faire l'objet de réparations lors d'un procès en diffamation, soit être admises par Kastner qui devrait alors démissionner, le nouvel État d'Israël ne pouvant se permettre, selon ses termes, qu'un homme sur lequel pèserait un soupçon sérieux de collaboration avec les nazis soit investi de fonctions officielles.
Aharon Barak procureur général entre 1975 et 1978 poursuit des personnalités politiques dans des affaires de corruption. L'une de ces affaires conduit à la démission du Premier ministre Yitzhak Rabin.
Gali Baharav-Miara, procureure générale depuis 2022, s'oppose, en 2025, au projet controversé du gouvernement de réforme du système judiciaire. Elle dénonce, en avril 2025, un vice fondamental dans la décision du gouvernement de limoger le chef des services de la sécurité intérieure, le Shin Bet, au motif que cette affaire placerait le premier ministre Benyamin Netanyahou en situation de « conflit d'intérêts ». En riposte, le gouvernement demande sa destitution alors que la Cour suprême est saisie de recours contre cette décision. Le 8 avril, la Cour décide du maintien provisoire à son poste de Ronen Bar, chef du Shin Bet.
En 2025, elle demande que le gouvernement la consulte à propos du projet de déportation des Gazaouis, ce qu'il refuse de faire. En mars puis mai 2025, alors qu'elle agit comme contrepouvoir au gouvernement Netanyahou VI, celui-ci tente à plusieurs reprises de la limoger, se heurtant au blocage de la Cour suprême.